# 威爾伯斯普林斯 (加利福尼亞州)
威爾伯斯普林斯（英語：Wilbur Springs）是位於美國加利福尼亞州科盧薩縣的一個非建制地區。該地的面積和人口皆未知。

## 地理
威爾伯斯普林斯的座標為39°02′22″N 122°25′11″W / 39.03944°N 122.41972°W，而該地的平均海拔高度為440米（即1444英尺）。